# اشلی جاد
اشلی تیلر چیمینلا جاد (به انگلیسی: Ashley Tyler Ciminella Judd) (زاده ۱۹ آوریل ۱۹۶۸) بازیگر و فعال سیاسی آمریکایی است.

## فیلم‌شناسی
- مخمصه (۱۹۹۵)
- عشق ظهر تاریکی (۱۹۹۵)
- دود (۱۹۹۵)
- زندگی عادی (۱۹۹۶)
- زمانی برای کشتن (۱۹۹۶)
- ملخ‌ها (۱۹۹۷)
- دختران را ببوس (۱۹۹۷)
- سیمون بریچ (۱۹۹۸)
- مخاطره مضاعف (۱۹۹۹)
- چشم ناظر (۱۹۹۹)
- جایی که قلب آنجاست (۲۰۰۰)
- کسی مانند تو (۲۰۰۱)
- جرایم سنگین (۲۰۰۲)

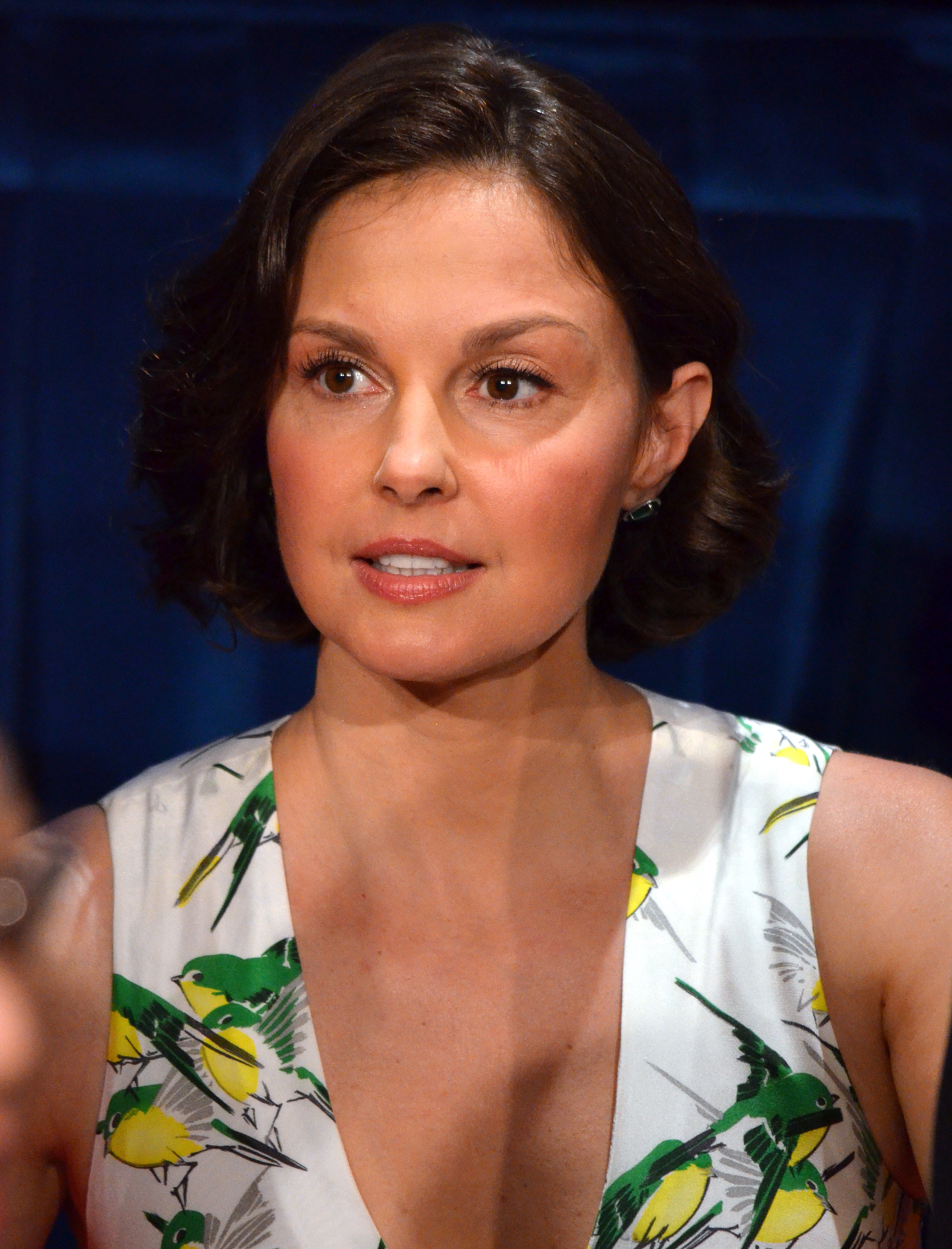
اشلی جاد، آوریل ۲۰۱۲ میلادی

- اسرار غیبی انجمن خواهرانه یایا (۲۰۰۲)
- پیچ خورده (۲۰۰۴)
- حشره (۲۰۰۶)
- عبور از مرز (۲۰۰۹)
- پری دندان (۲۰۱۰)
- داستان دلفین (۲۰۱۱)
- گمشده (۲۰۱۱)
- کاغذ سمی مگس کش (۲۰۱۱)
- سقوط المپیوس (۲۰۱۳)
- ناهمگون (۲۰۱۴)
- داستان دلفین ۲ (۲۰۱۴)
- بری (۲۰۱۶)